# Stormont Castle

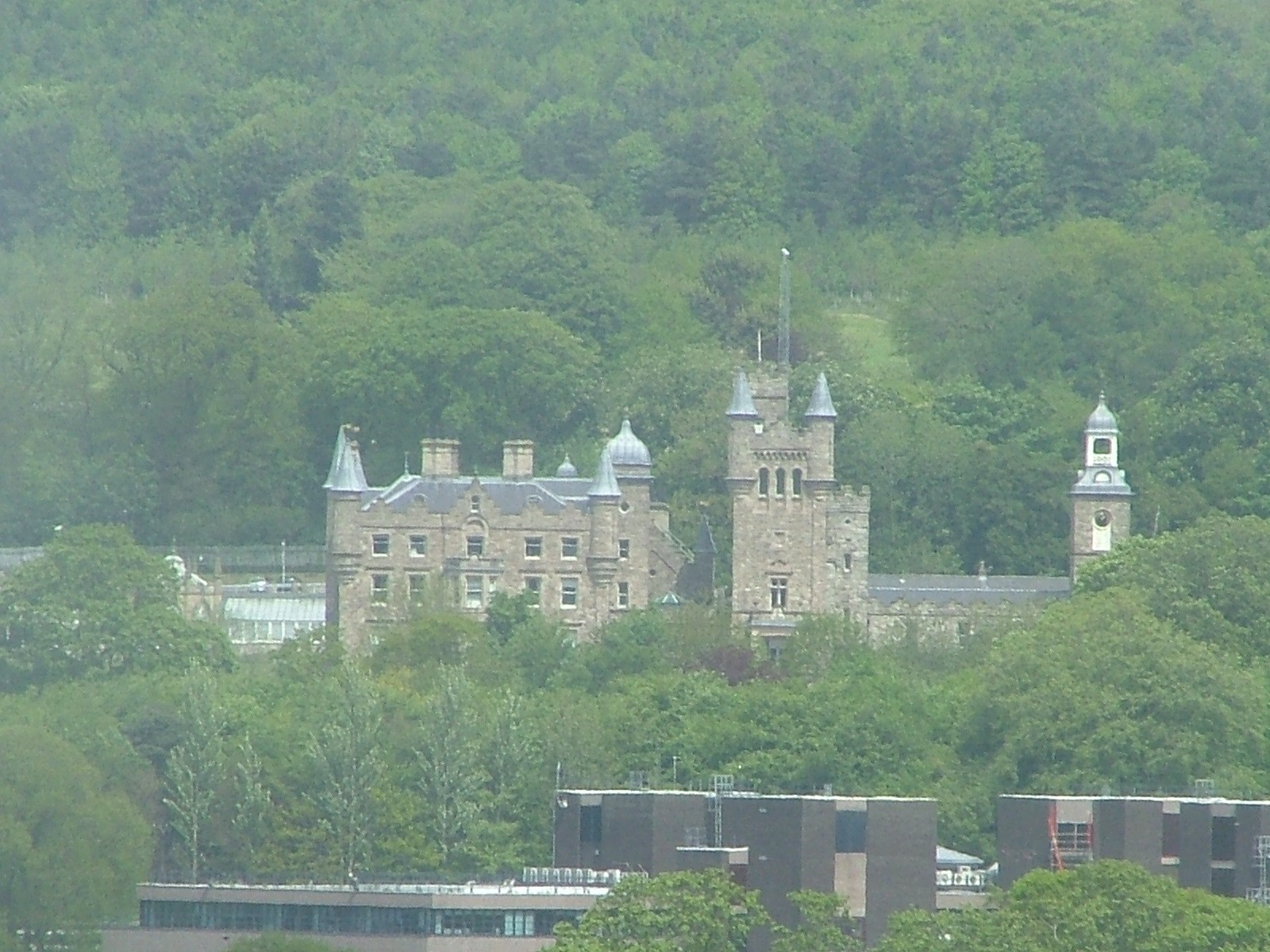
Stormont Castle, Versammlungsort der Northern Irish Executive

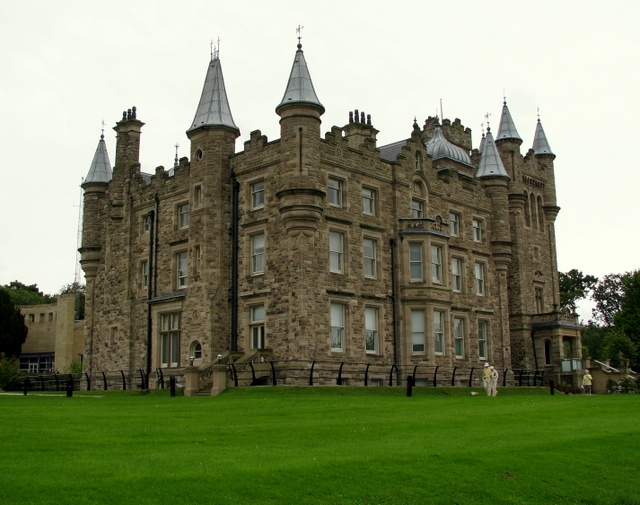
Stormont Castle

Stormont Castle ist ein Herrenhaus im Stormont Estate im östlichen Stadtgebiet von Belfast in der nordirischen Grafschaft Belfast. Es diente als Hauptversammlungsort der konkordanzdemokratischen Northern Ireland Executive. Stormont Castle war nie eine richtige Burg oder ein Schloss. Das ursprüngliche Gebäude aus den 1830er-Jahren wurde 1858 von ihren Besitzern, der Familie Cleland, im Scottish-Baronial-Stil umgestaltet, wobei sie z. B. dekorative Scharwachttürme anbauen ließen.
Von 1921 bis 1972 war Stormont Castle die offizielle Residenz des Premierministers von Nordirland. Einige Premierminister lebten aber lieber in Stormont House, der offiziellen Residenz des Parlamentssprechers von Nordirland, das leerstand, weil einige Sprecher lieber in ihren eigenen Häusern wohnten. Im gleichen Zeitraum beherbergte das Haus auch den Kabinettsraum der Regierung von Nordirland.
Vor der Übergabe der Verwaltung diente das Haus als Hauptquartier des Staatssekretärs für Nordirland, für die Minister des Northern Ireland Office und ihre Beamten in Belfast. Während des Nordirlandkonfliktes wurde es auch für Beamte des MI5 genutzt.
Das nordirische Parlament, die Northern Ireland Assembly, tagt in den benachbarten Parliament Buildings, die oft mit Stormont gleichgesetzt und fälschlich als Stormont Castle bezeichnet werden.